# Товариство з охорони морських середовищ
Товариство з охорони морських середовищ — громадська неурядова організація зі штаб-квартирою у Великій Британії, що ставить за мету сприяння охороні морських екосистем та видів живих істот. Заснована в 1977 році (рік початку охорони підводних середовищ). Офіс розташовано у Росс-он-Вай у Герефордширі, Англія.
Основні напрямки діяльності:
- Розвиток мережі місцевих активістів та помічників.
- Залучення добровольців до проведення спостережень, а також до участі в таких проектах як «Beachwatch» та «Seasearch».
- Лобіювання екологічних питань із сфери своєї діяльності в британському уряді та у владних структурах ЄС.
- Освітня та виховна діяльність серед пересічних громадян.

Вебсторінки, підтримувані організацією:
- Marine Conservation Society Website
- Good Beach Guide
- Adopt-a-Beach
- Seasearch